# Tweede divisie 1962/63 (promotiecompetitie)/Wedstrijden
De wedstrijden van het Nederlandse Tweede divisie voetbal uit het seizoen 1962/63 kende aan het einde van de reguliere competitie een promotiecompetitie. De winnaar van de promotiecompetitie zal promoveren naar de eerste divisie.

## Speelronde 1
|              |                                                   |       |       |                                                                               |
| 26 juni 1963 | Haarlem                                           | 3 – 0 | AGOVV | Stadion: Jan Gijzenkade, Haarlem Toeschouwers: 7.500 Scheidsrechter: Leo Horn |
| 26 juni 1963 | Henk Angenent 57' Fred Jaski 83' Lout Vreeken 87' |       |       | Stadion: Jan Gijzenkade, Haarlem Toeschouwers: 7.500 Scheidsrechter: Leo Horn |
| 26 juni 1963 |                                                   |       |       | Stadion: Jan Gijzenkade, Haarlem Toeschouwers: 7.500 Scheidsrechter: Leo Horn |
| 26 juni 1963 |                                                   |       |       | Stadion: Jan Gijzenkade, Haarlem Toeschouwers: 7.500 Scheidsrechter: Leo Horn |
|              |                                                   |       |       |                                                                               |

|              |                                 |       |     |                                                           |
| 26 juni 1963 | BVV                             | 2 – 0 | HVC | Stadion: De Vliert, 's-Hertogenbosch Toeschouwers: 11.000 |
| 26 juni 1963 | Jan Gösgens 25' Bert Harmse 88' |       |     | Stadion: De Vliert, 's-Hertogenbosch Toeschouwers: 11.000 |
| 26 juni 1963 |                                 |       |     | Stadion: De Vliert, 's-Hertogenbosch Toeschouwers: 11.000 |
| 26 juni 1963 |                                 |       |     | Stadion: De Vliert, 's-Hertogenbosch Toeschouwers: 11.000 |
|              |                                 |       |     |                                                           |

## Speelronde 2
|              |                                                          |       |                  |                                                                                         |
| 30 juni 1963 | AGOVV                                                    | 4 – 1 | BVV              | Stadion: Berg & Bos, Apeldoorn Toeschouwers: 12.000 Scheidsrechter: Andries van Leeuwen |
| 30 juni 1963 | Joop Hartjes 31', 33' Weber 60' (e.d.) Freek Kraijer 75' |       | 55' Henk Lugters | Stadion: Berg & Bos, Apeldoorn Toeschouwers: 12.000 Scheidsrechter: Andries van Leeuwen |
| 30 juni 1963 |                                                          |       |                  | Stadion: Berg & Bos, Apeldoorn Toeschouwers: 12.000 Scheidsrechter: Andries van Leeuwen |
| 30 juni 1963 |                                                          |       |                  | Stadion: Berg & Bos, Apeldoorn Toeschouwers: 12.000 Scheidsrechter: Andries van Leeuwen |
|              |                                                          |       |                  |                                                                                         |

|              |                                      |       |                |                                                                                      |
| 30 juni 1963 | HVC                                  | 2 – 1 | Haarlem        | Stadion: Birkhoven, Amersfoort Toeschouwers: 9.000 Scheidsrechter: Henk van der Veer |
| 30 juni 1963 | Hans van Eeden 70' Bennie Marcus 71' |       | 13' Fred Jaski | Stadion: Birkhoven, Amersfoort Toeschouwers: 9.000 Scheidsrechter: Henk van der Veer |
| 30 juni 1963 |                                      |       |                | Stadion: Birkhoven, Amersfoort Toeschouwers: 9.000 Scheidsrechter: Henk van der Veer |
| 30 juni 1963 |                                      |       |                | Stadion: Birkhoven, Amersfoort Toeschouwers: 9.000 Scheidsrechter: Henk van der Veer |
|              |                                      |       |                |                                                                                      |

## Speelronde 3
|             |                                                         |       |                   |                                                                                          |
| 3 juli 1963 | HVC                                                     | 3 – 1 | AGOVV             | Stadion: De Wageningse Berg, Wageningen Toeschouwers: 13.000 Scheidsrechter: Piet Roomer |
| 3 juli 1963 | Ruud Maas 3' (pen.) Nol Heijerman 30' Bennie Marcus 87' |       | 50' Freek Kraijer | Stadion: De Wageningse Berg, Wageningen Toeschouwers: 13.000 Scheidsrechter: Piet Roomer |
| 3 juli 1963 |                                                         |       |                   | Stadion: De Wageningse Berg, Wageningen Toeschouwers: 13.000 Scheidsrechter: Piet Roomer |
| 3 juli 1963 |                                                         |       |                   | Stadion: De Wageningse Berg, Wageningen Toeschouwers: 13.000 Scheidsrechter: Piet Roomer |
|             |                                                         |       |                   |                                                                                          |

|             |                      |       |         |                                                                                |
| 3 juli 1963 | BVV                  | 2 – 0 | Haarlem | Stadion: Galgenwaard, Utrecht Toeschouwers: 7.500 Scheidsrechter: Ad Boogaerts |
| 3 juli 1963 | Jan Gösgens 42', 44' |       |         | Stadion: Galgenwaard, Utrecht Toeschouwers: 7.500 Scheidsrechter: Ad Boogaerts |
| 3 juli 1963 |                      |       |         | Stadion: Galgenwaard, Utrecht Toeschouwers: 7.500 Scheidsrechter: Ad Boogaerts |
| 3 juli 1963 |                      |       |         | Stadion: Galgenwaard, Utrecht Toeschouwers: 7.500 Scheidsrechter: Ad Boogaerts |
|             |                      |       |         |                                                                                |

## Beslissingswedstrijd
|             |                               |              |                    |                                                                                        |
| 7 juli 1963 | BVV                           | 2 – 1 (n.v.) | HVC                | Stadion: Galgenwaard, Utrecht Toeschouwers: 20.000 Scheidsrechter: Andries van Leeuwen |
| 7 juli 1963 | Wim Wisse 17' Jan Gösgens 94' |              | 80' Hans van Eeden | Stadion: Galgenwaard, Utrecht Toeschouwers: 20.000 Scheidsrechter: Andries van Leeuwen |
| 7 juli 1963 |                               |              |                    | Stadion: Galgenwaard, Utrecht Toeschouwers: 20.000 Scheidsrechter: Andries van Leeuwen |
| 7 juli 1963 |                               |              |                    | Stadion: Galgenwaard, Utrecht Toeschouwers: 20.000 Scheidsrechter: Andries van Leeuwen |
|             |                               |              |                    |                                                                                        |